# Szabolcs de Vajay
Szabolcs de Vajay (Budapest, 9 d'octubre de 1921 - Vevey, 6 de juliol de 2010) fou un prestigiós historiador hongarès, especialitzat en genealogia.
En 1943 va abandonar Hongria, vivint des de llavors a l'estranger, a l'Argentina, a França i a Suïssa. A França va publicar els seus primers treballs sobre les la dinastia dels Habsburg, encara que posteriorment va centrar-se en la genealogia i en el terreny de les biografies medievals, contribuint a la identificació de nombrosos nobles de l'Alta Edat Mitjana de l'Europa Occidental.
En aquesta tasca va realitzar importants contribucions, si tenim en compte que Szabolcs de Vajay fou qui va aportar i defensar la relació entre la nissaga reial portuguesa i la casa reial catalana dels Comtes de Barcelona en proposar que l'àvia del primer Rei de Portugal, Alfons I de Portugal, fou Sibil·la de Barcelona, infanta i filla del comte de Barcelona, Berenguer Ramon I, i de la seva tercera muller, Guisla de Lluçà. Sibil·la de Barcelona i el seu marit, Enric de Borgonya i de Semur, anomenat el Doncell, haurien estat els pares d'Enric de Borgonya, comte de Portucale, Primer Comtat de Portugal, segons la seva tesi.
A més, en el terreny de la història de la corona catalano-aragonesa i Occitània, també va fer estudis monogràfics sobre els reis Alfons El Cast, Ramir el Monjo, Ramon Berenguer el Gran, sobre la comtessa tolosano-catalana Gersenda de Tolosa i sobre la noble Margarida de Cardona.
Acadèmic de prestigi, Szabolcs de Vajay va ser ambaixador del seu país davant la UNESCO i guanyador del Premi Széchenyi. Va ser president, entre els anys 1982 i 1985 (i, posteriorment, president honorari) de la Confederació Internacional de Genealogia i Heràldica i acadèmic de diverses organitzacions culturals relacionades amb les seves especialitats.

## Obres
- L’aspect international des tentatives de la restoration Habsbourg en Hongrie, mars-octobre 1921. Diss. Typoskript, Paris 1947.
- Etiennette digues-te de Vienne, comtesse de Bourgogne. In: Annales de Bourgogne. 32, 1960, p. 233–266.
- Großfürst Geysa von Ungarn. Familie und Verwandtschaft. In: Südostforschungen. Vol. XXI, 1962, p. 88ff.
- A propos de la "Guerre de Bourgogne", notes sur les successions de Bourgogne et de Mâcon aux Xe et XIe siècles. In: Annales de Bourgogne. XXXIV, 1962.
- Agatha, Mother St. Margaret, Queen of Scotland. In: Duquesne Review. Vol. 7, No. 2 (1962), p. 71–80.
- Quelques characteristiques de l’héraldique hongroise. In: Archivum Heraldicum. 4, 1962/64.
- La Sintesis Europea en el Llinatge i la Politica Matrimonial d'Alfons el Cast. VII Congrés d'Història de la Corona de Aragon. 1964, p. 269–299.
- Ramire le Moine, roi d'Aragon, et Agnès de Poitiers dans l'histoire et la légende. In: Mélanges René Crozet. 1966, p. 727–750.
- L' Aspect Politique des Trois Mariages de Raymond Bérenger le Grand. In: Amics de Besalù i Assemblea d'Estudis del Seu Comtat. 1968, p. 35–73.
- Der Eintritt des ungarischen Stämmebundes in die europäische Geschichte (862-933)., 1968.[4]
- Die Ahnen der Donya Leonor Alvarez de Toledo, Großfürstin von Toskana. In: Genealogisches Jahrbuch. 8, 1968, p. 5–23.
- Dona Margarita de Cardona, Mutter des ersten Fürsten von Dietrichstein. In: Jahrbuch der k k. heraldischen Gesellschaft "ADLER". 1967/1970, Dritte Folge, Vol. 7.
- Über die Wirtschaftsverhältnisse der landnehmenden Ungarnstämme. In: Ungarn-Jahrbuch. Zeitschrift für interdisziplinäre Hungarologie, Vol. 2, 1970.
- i. In: Actes du XLIIIe Congrès de la Fédération historique du Llenguadoc méditerranéen et du Roussillon: Béziers et le Biterrois. 1971
- Die Namenwahl bei den Karolingern. In: Genealogisches Jahrbuch. 15, 1975, p. 5–24.
- Corona Règia – Corona Regni –Sacra Corona. In: Ungarn-Jahrbuch. Zeitschrift für interdisziplinäre Hungarologie, Vol. 7, 1976.
- Contribution a l'Histoire de l'Attitude des Royaumes Pireneens dans la Querelli des Investitures: de l'Origini de Berthe, Regni d'Aragon et de Navarre. In: Estudis Genealogicos, Heraldicos i Nobilarios en Honor de Vicente Cadenas i Vicent. Vol 2, 1978, p. 375–402.
- Byzantinische Prinzessinnen in Ungarn. In: Ungarn-Jahrbuch. Zeitschrift für interdisziplinäre Hungarologie, Vol. 10, 1979.
- Comtesses d'origine occitane dans la Marche d'Espagne aux 10e and 11e siècles. Essai sur le rattachement de Richilde, de Garsende et de Letgardis, comtesses de Barcelone, et de Thietberge comtesse d'Urgell au contexte généalogique occitan. In : Hidalguía. 28 (1980), p. 585–616, 601–2.
- Structures de Prouvoir et Reseaux de Familles du VIIIe au XIIe Siecles. Genealogica & Heraldica: Actes de 17o Congresso dónes Ciències Genealogica e Heraldica. 1986, p. 275–315.
- Les Lara avant Narbonne. Heraldique et Genealogie. Vol. 27, 1986, p. 411–413.
- Vajay, Szabolcs de. From Alfons VIII to Alfons X. In: Studies in Genealogy and Family History in Tribute to Charles Evans on the Occasion of his Eightieth Birthday. 1989, p. 366–417.
- The animal’s gift. 1994.
- L’héraldique et la littéraire de l’engagement social de l’auteur. In: Jahrbuch der k k. heraldischen Gesellschaft "ADLER". 1993/2002, Dritte Folge, Band 15.
- Parlons Encore d'Etiennette. In: Onomastique et Parenté dans l'Occident Médiéval. 2000, p. 2–7.